# Прямой коноид

Порождение типичного прямого коноида

Прямой коно́ид — поверхность Каталана, у которой образующие пересекают под прямым углом фиксированную прямую — ось коноида.
Параметрическое уравнение коноида в декартовых координатах:
{\displaystyle x=u\cos v,\;y=u\sin v,\;z=f(v),}
где {\displaystyle f(v)} — некоторая функция.

## Примеры
- Геликоид: {\displaystyle x=u\cos v,y=u\sin v,z=cv.}
- Зонтик Уитни: {\displaystyle x=uv,y=u,z=v^{2}.}
- Гиперболический параболоид: {\displaystyle x=u,y=v,z=uv.}
- Коноид Плюккера: {\displaystyle x=u\cos v,y=u\sin v,z=c\sin nv.}